# Sombrero (Anguilla)
L'île Sombrero, aussi appelé Hat Island, est une petite île située à 55 km au nord-ouest de l'île d'Anguilla. C'est l'île la plus septentrionale des Petites Antilles.

## Géographie
L'île mesure environ 1,5 km de long pour 0,4 km de large. Occupée jusqu'à 2002 par des gardiens de phare, elle est inhabitée.

## Histoire
À la suite du traité d'Utrecht en 1714, Sombrero devient anglaise. En 1814, puis en 1825, un géologue britannique découvre sur l'île du guano en abondance. En 1856, le gouvernement américain revendique l'île, et des Américains en extraient rapidement 100 000 tonnes de phosphate, utilisé comme engrais dans les États du sud des États-Unis. Les Anglais protestent et demandent une compensation. Le sort de l'île est tranché en 1867 en faveur de la Grande-Bretagne.
Compte tenu de sa situation sur la route entre l'Angleterre et l'Amérique Centrale et du Sud et du naufrage du Paramatta au large d'Anegada, le 10 juin 1859, Sombrero est équipé d'un phare par l'amirauté britannique. Il est mis en service le 1er janvier 1868.
Des années 1870 jusqu'en 1890, les Anglais exploitent le guano sur l'île, aidés par des employés noirs venant des îles alentour. C'est de cette époque que datent la plupart des maisons de l'île. La production atteint alors 3 000 tonnes par an. L'exploitation est abandonnée en 1890.
En 1931, le phare est modernisé et restauré. En 1960, il est ravagé par l'ouragan Donna, si bien qu'il est finalement démoli le 28 juillet 1962. Après l'ouragan Donna, la Trinity House, autorité britannique des phares, décide la construction d'un nouveau phare d'une hauteur de 51 mètres au-dessus du niveau de la mer, encore en service de nos jours.
Le 1er décembre 2001, la Trinity House cède la responsabilité du phare au gouvernement local d'Anguilla.